# Hillia semisigna
Hillia semisigna là một loài bướm đêm trong họ Noctuidae.